# دعای پناهنده
دعای پناهنده (به انگلیسی: Prayer of the Refugee) دومین تک‌آهنگ رسمی آلبوم رنجبر و رنج‌بین اثر گروه پانک راک رایز اگنست می‌باشد که در پاییز سال ۲۰۰۶ منتشر شد.

## موزیک ویدئو
ویدئو این ترانه در کالیفرنیا و با کارگردانی «تونی پتروسیان» (کارگردان امریکایی-ایرانی تبار) ساخته شد.